# Д. Т. Сузуки
Даисетсу Теитаро Сузуки (鈴木 大拙 貞太郎 Suzuki Daisetsu Teitarō; 18. октобар 1870—12. јул 1966. године) је био јапански аутор бројних књига и есеја о будизму и Зену, које су одиграли важну улогу у ширењу интересовања за Зен (и далекоисточну филозофију у целини) на Западу. Сузуки је такође био и плодан преводилац кинеске, јапанске и санскрит књижевности. Предавао је и на западним универзитетима, као и на Отани Универзитету у Јапану.
Био је номинован за Нобелову награду за мир 1963. године.

## Биографија

### Детињство и младост
Д. Т. Сузуки је рођен као Теитаро Сузуки у Каназави, Ишикави, као четврти син лекара Риојуна. Његово будистичко име Даисетсу, које значи "велика скромност", дао му је његов Зен учитељ, Соен Шаку. Иако место његовог рођења више не постоји, направљен је скроман споменик који означава место (дрво са каменом на темељу).
Самурајска класа из које Сузуки потиче је нестајала пропадањем феудализма. Ово је натерало његову мајку да га одгаја у тешким околностима после смрти оца. Када је постао довољно стар да размишља о својој судбини и томе што је рођен у таквој ситуацији, почео је да тражи одговоре у различитим облицима религије.

### Студирање
Сузуки је студирао на универзитету у Токију. Тада је научио кинески, санскрит, пали и неколико европских језика.
Сузуки је неколико година живео и студирао са научником Полом Карусом. Сузукија је са Карусом упознао Соен Шаку, који га је упознао на на Светском парламенту религија у Чикагу 1893. године. Карус, који је живео у Ласалу, Илиноису, је пришао Соену да затражи помоћ у преводу Источне духовне књижевности за објављивање на Западу.  Шаку му је уместо тога препоручио свог ученика, Сузукија. Сузуки је живео у кући доктора Каруса и радио са њим, у почетку на преводу Лао Цеовог дела Књиге пута и врлине (Тао Те Ђинг). Сузуки је у Илиноису почео да ради на свом делу Контуре Махајана будизма.
Карус је и сам написао књигу која нуди увид и преглед будизма, под називом Јеванђеље Буде. Соен Шаку је написао увод за њу, а Сузуки ју је превео на јапански језик. У то време, на почетку 20 века, велики број западњака и азијата су били укључени у светску будистичку ренесансу, која је почела 1880—их година.

### Брак
Сузуки се 1911. године оженио са Беатрис Ерскин Лејн, студенткињом теозофије. Касније ће се и Сузуки учланити и Теозофско Друштво Адиар и постати активни теозоф.

## Каријера

### Професор будистичке филозофије
Поред тога што је живео у Сједињеним Америчким Државама, Сузуки је путовао по Европи пре него што је постао професор у Јапану. Сузуки и његова супруга су се посветили ширењу разумевања Махајана будизма. Преселили су се у Кјото 1919. године. Сузуки се овде запослио као професор на Отани Универзитету 1921. године.
Исте године када је постао професор на Отани Универзитету је са женом основао Источно Будистичко Друштво. Друштво се фокусира на Махајана будизам; организује предавања и радионице и издаје научни часопис, Источни будизам. Сузуки је одржавао везе на Западу и одржао је презентацију на Светском Конгресу религија 1936. године на Лондонском универзитету (био је професор на размени ове године).
Поред учење о пракси Зена и историји Зен будизма, Сузуки је био стручњак за сличну филозофију која се на јапанском зове Кегон.
Добио је бројне награде за свој рад, укључујући и Националну медаљу културе.

### Студије
Док је био професор будистичке филозофије средином 20. века, написао је неке од најпознатијих увода и прегледа будизма, посебно Зен школе. Отишао је да предаје на неколико америчких универзитета 1951. године, а предавао је на Универзитету Колумбије града Њујорка од 1952. до 1957. године.
Сузуки је био посебно заинтересован за будистичке традиције у Кини. Велики број његових есеја на енглеском се бави преводима и дискусијама делова Чан текстова који се фокусирају на учење стилова и речи класичних кинеских мудраца. Такође је био заинтересован и за то како је Зен традиција утицала на јапански менталитет и историју када је пренета у Јапан. О томе је писао и на енглеском језику у делу Зен и јапанска култура (енг. Zen and Japanese Culture).
Поред својих популарних оријентисаних радова, превео је Ланкаватара Сутру и објавио коментаре о њеној санскритској терминологији. У каснијим годинама живота је постао гостујући професор на Универзитету Колумбија.
У позним годинама је почео да истражује Јодо Шиншу (Jōdo Shinshū), веру његове мајке и држао је предавања о Јодо Шиншу будизму у будистичким храмовима Америке.
Сузукија је такође интересовао хришћански мистицизам и неки од најзначајнијих мистика Запада, попут Мајстора Екхарта, кога је упоредио са Јодо Шиншу следбеницима називаним Мјоконини. Сузуки је био један од првих који су писали о Мјоконинима ван Јапана.
Публиковао је још много радова, попут: Есеји о Зен будизму (у три тома), Истраживања Зен будизма и Водич Зен будизма. Поред тога, амерички филозоф Вилијам Барет је сакупио многе Сузукијеве чланке и есеје о Зену у књигу под називом Зен Будизам.

### Мишљења
Сузукијев Зен мајстор, Соен Шаку, који написао књигу објављену у Сједињеним Америчким Државама (чији је превод урадио Сузуки), је наглашавао корене Махајана будизма Зен традиције. Сузукијево мишљење је било супротно овом. Он је тврдио да је током настајања у Кини, Зен присвојио доста филозофије таоизама. Сузуки сматра да је народ Далеког истока осетљивији према природи од становника северне Индије и Европе.
Сузуки се често повезује са Кјото школом филозофије, али никада није био један од њених званичних чланова.

## Зен учење
Сузуки је током студија на универзитету у Токију почео да учи Зен у манастиру Енгаку-џи у Камакури, где је учио код Косен Рошија. Након смрти његовог учитеља Косена, наставио је да учи код његовог наследника, Соен Шакуа.
Под Соеновим менторством, Сузукијева учења су била унутрашња и невербална, укључујући и дуге периоде седеће медитације (зазен). Како Сузуки описује, задатак се састојао од четири године менталне, физичке, моралне и интелектуалне борбе. Током учења је живео монашким животом. Описао је овај живот и своје доживљаје у Камакури у својој књизи Обука Зен будистичког монах. Окарактерисао је овај живот као: живот понизности; живот рада; живот служења; живот у молитви и захвалности и живот у медитацији.
Соен је позвао Сузукија да посети Сједињене Америчке Државе 1890—их година и Сузуки је превео Соенову књигу на енглески (1906). Иако је Сузуки већ превео неке древне Азијске текстове на енглески језики, његови преводи Соенових књига су били почетак његове каријере писца на енглеском језику.

## Ширење Зен на Западу

### Заступник Зена
Сузуки је био најважнији човек у ширење Зена на Западу. Филозоф Чарлс А. Мур  је рекао: "Сузуки у својим позним годинама није био само извештавач Зена, не само експозитор, већ је значајно доприносио развоју Зена."

### Будистички модернизам
Пошто је Сузуки био универзитетски образован и познавао је западну филозофију и књижевност, могао је успешно приказивати своја учења западњачкој публици. Како га је Сузуки представио, Зен будизам је веома практична религија која се фокусира на непосредан доживљај, што га чини упоредиви са облицима мистицизма које су многи попут Вилијама Џејмса наглашавали као извор свих верских осећања. Западњаци су уочили сличност између западне езотерије и источне метафизике. Ова сличност није случајна, јер је Сузуки такође био под утицајем западног езотеризма, чак је ушао у теозофско друштво.
Неки су Сузукија идентификовали као будистичког модернисту. Већина истраживача се слаже да је утицај протестантских и просветитељских идеја у великој мери одредио неке од атрибута будистичког модернизма и ово уочавају код Сузукија.

### Критика
Сузукија су критиковали због његовог есенцијалистичког приступа. Још 1951. године, Ху Ши га је критиковао због представљања иделистичке слике Зена.

## Јапански национализам
Према Шарфу и Викторију, Сузуки је био повезан са јапанским национализмом. Критикован је због његове одбране јапанских ратних напора.

### Симпатија према нацизму и антисемитизму
Брајан Викторија је одржао предавање у Немачкој 2012. године, на ком је изнео доказе да је Сузуки био симпатизер нацистичког режима. Брајан пише:
"Д. Т. Сузуки је оставио записе својих раних погледа према нацистичком покрету. Објавио их је у низу чланака у јапанским будистичким новинама, Чугаи Нипо, у октобару 1936." Сузуки се овде слаже са Хитлеровом политиком, коју му је објаснио његов рођак који је живео у Немачкој.
"Док народ не зна много о политици, никада нису уживали у већем спокоју ума од овог који сада имају. Због тога они подржавају Хитлера. Ово ми је мој рођак рекао. То је сасвим разумљиво и ја се слажем са њим."
"Што се протеривања јевреја тиче, изгледа да постоје многи разлози за његове акције. Иако је то веома брутална политика, ако се осврнемо на питање са тачке гледишта тренутне и будуће среће целог немачког народа, може бити да је на неко време нека екстремна мера неопходна у циљу очувања нације...екстремна мера је неопходна за очување нације".
Сузуки је изразио саосећање према јеврејима. "Што се тиче физичких лица, то је заиста жалосна ситуација".

### Нови будизам
У почетку модернизације у Меџи периоду 1868. године, када је Јапан ушао у међународну заједницу, будизам је кратко био прогнан у Јапану, као "корумпирана, декаденска, антисоцијална, паразитска, сујеверна вера, која се супротставља научним и технолошким потребама Јапана." Јапанска влада је намеравала да искорени традицију која је била виђена као страна. Поред тога, индустријализација је довела до престанка паришионер система који је финансирао будистичке манастире кроз векове. Међутим, савремени будистички лидери су се појавили и заступали будизам.
Као одговор унапређењу Јапана и прогону будизма је настао шин букјо или "нови будизам". Предводили су га интелектуалци, који су били изложени Западној интелектуалној књижевности. Присталице новог будизма, попут Сузукијевих учитења Косена и Шакуа су видели овај покрет као заштиту будизма од прогона власти и као начин да уведу своју земљу у модерни свет као културну силу.
Традиционална форма Зена је била знатно измењена Меиџи рестаурацијом, али Јапански Зен и даље постоји као монашка традиција. Зен традиција у Јапану, у свом уобичајеном облику, захтева много времена и дисциплине од монаха, које су тешке за лаика. Зен монаси су проводили неколико година у интензивним доктринарним студијама, учењу сутра и читању њихових коментара пре него што чак и ушли у манастир, где су пролазили кроз коан праксу са Зен мајстором. Чињеница да је Сузуки могао да уради све то (као лаик) је допринос новог будизма.

### Јапански национализам
За време Меиџи рестаурације, нихонјинрон филозофија је постала распрострањена. Она наглашава јединственост Јапана, а ова јединственост је због много различитих фактора. Сузуки ову разлику преписује Зену. По његовом мишљењу, Зен отелотворује суштину филозофије и религије. Он је представљао Зен као јединствени приказ азијске духовности, која се сматрала супериорнијом.

## Похвале Сузукијевог рада
Сузукијеве књиге су чители и хвалили многи истакнути људи. Упадљив пример за ово је његова књига Увод у Зен будизам, у којој је објављен и коментар од 30 страна познатог аналитичког психолога, Карла Јунга. Јунг је написао: "Сузукијев рад о Зен будизму је међу највећим доприносима будизму. Аутору морамо бити захвални, јер је приближио Зен западу и због начина на који је то урадио."